# Épervans
Épervans este o comună în departamentul Saône-et-Loire, Franța. În 2009 avea o populație de 1.622 de locuitori.

## Evoluția populației
| An        | 1975 | 1982  | 1990  | 1999  | 2006  | 2009  |
| --------- | ---- | ----- | ----- | ----- | ----- | ----- |
| Populație | 980  | 1.109 | 1.310 | 1.463 | 1.594 | 1.622 |